# Bank Leumi
 (août 2015).
Si vous disposez d'ouvrages ou d'articles de référence ou si vous connaissez des sites web de qualité traitant du thème abordé ici, merci de compléter l'article en donnant les références utiles à sa vérifiabilité et en les liant à la section « Notes et références ».
La Bank Leumi (לאומי, « banque nationale ») est une banque israélienne, qui a été créée en 1952, après avoir repris tous les actifs de l'Anglo-Palestine Bank fondée en 1902. Elle fait office de banque centrale avant la création de la Banque d'Israël en 1955.
Elle est la neuvième plus grande banque du Moyen-Orient[réf. nécessaire].

## Historique
L'origine de cet établissement bancaire est le Second Congrès sioniste, tenu à Bâle le 28 août 1898, qui conduit à la fondation à Londres l'année suivante du Jewish Colonial Trust, qui réussit à lever 393 000 livres sterling et qui se veut l'instrument financier de l'Organisation sioniste mondiale. Le 27 février 1902, est fondée l'Anglo-Palestine Bank qui commence par établir des filiales à Jérusalem, Beyrouth, Hébron, Safed, Haïfa, Tibériade et Gaza.
En 1952, elle est chargée de l'impression des billets en livre israélienne.
Nationalisée en 1981 puis rendue au marché privé, la banque a toujours l'État comme principal actionnaire avec près de 15 % des parts. 
Elle eut un essor considérable dans les années 1980-1990.
En 2009, comme de nombreuses banques, elle subit la crise, avec tout de même moins de pertes que dans les établissements occidentaux[réf. nécessaire].
En septembre 2021, Bank Leumi fusionne ses activités aux États-Unis avec celles de Valley National Bancorp, créant un nouvel ensemble reprenant le nom de Valley National Bancorp et détenu à 14 % par Bank Leumi.

## Activités liées à la colonisation israélienne
En octobre 2017, le fonds de pension danois Sampension (en) a interdit tout investissement dans la Banque Leumi ainsi que dans trois autres entreprises opérant dans les colonies israéliennes en Cisjordanie territoire palestinien occupé, colonies illégale au regard du droit international. Parmi ces entreprises figurent la Bank Hapoalim, l'entreprise de télécommunications israélienne Bezeq et l'entreprise allemande Heidelberg Cement.
Le 12 février 2020, les Nations unies ont publié une base de données de 112 entreprises qui aident à poursuivre les activités de colonisation israélienne en Cisjordanie, y compris à Jérusalem-Est, ainsi que sur le plateau du Golan, territoire syrien occupé. Ces colonies sont considérées comme illégales au regard du droit international. La banque Leumi a été inscrite dans la base de données en raison de sa « fourniture de services et d'utilités publiques soutenant le maintien et l'existence des colonies » et de ses « opérations bancaires et financières contribuant au développement, à l'expansion ou au maintien des colonies et de leurs activités » dans ces territoires occupés.
Le 5 juillet 2021, le plus grand fonds de pension de Norvège, Kommunal Landspensjonskasse (en), a annoncé son intention de se désengager de la banque Leumi, ainsi que de 15 autres entités commerciales impliquées dans le rapport de l'ONU pour leurs liens avec les colonies israéliennes en Cisjordanie occupée.

## Communication
La Banque Leumi soutient l'art israélien et a acheté des tableaux d'artistes comme Anna Ticho[source insuffisante], Jonathan Kis-Lev[source insuffisante] et Lea Dganit.